# Nick Afanasiev
Nick Afanasiev (russisch Ник Афанасьев, transkribiert Nik Afanassjew; * 29. Juli 1989 in Moskau, UdSSR) ist ein US-amerikanischer Schauspieler und Filmemacher russischer Herkunft.

## Leben
Nick Afanasiev, einziges Kind russischer Eltern, lebte die ersten sechs Lebensjahre in Moskau. 1995 zog die Familie in die Vereinigten Staaten. Hier wuchs Afanasiev in Philadelphia im Bundesstaat Pennsylvania heran. Als Jugendlicher war Afanasiev begeisterter BMX-Fahrer. Im Alter von 14 Jahren, kurz nach seinem Umzug nach Los Angeles war er 2003 sogar Gewinner des BMX-Rennens in Del Mar. Ein lokales Bekleidungsunternehmen ermöglichte ihm ein Stipendium für die High School.
2008 versuchte er sein Glück bei America’s Got Talent. Hier wurde die Welt erstmals auf sein besonderes physisches Merkmal aufmerksam. Mit einer Länge von 9 Zentimetern hat er nachweislich die längste Zunge aller US-Amerikaner und die zweitlängste der ganzen Welt. In der Öffentlichkeit hat er darum den Spitznamen Tongue Boy (auf Deutsch: Zungenjunge) erhalten. Dieses Talent hat Afanasiev unter anderem in den Talk-Shows von Jay Leno und Tyra Banks eindrucksvoll unter Beweis gestellt.
Seine Karriere bei Film und Fernsehen begann jedoch erst 2009, als er im Kurzfilm Overloaded von Regisseur Marco Cavalho in einer der Hauptrollen zu sehen war. Kurz danach verkörperte er sich selbst in der bei Nickelodeon produzierten Fernsehserie iCarly. Der große Durchbruch blieb Afanasiev jedoch bislang verwehrt. So wirkte er bislang nur in B-Movies und Kurzfilmen mit. 2011 wirkte er unter anderem in 2012: Das Jahr in dem die Erde gefriert mit.
Im selben Jahr debütierte er auch als Filmregisseur. Sein Erstlingswerk ist das elfminütige Jugenddrama You're Not God, in welchem er auch die Hauptrolle übernahm.

## Filmografie (Auswahl)
- 2011: Eiszeit – New York 2012 (2012: Ice Age)